# Yacouba Sylla
Yacouba Sylla (Étampes, 29 novembre 1990) è un ex calciatore francese naturalizzato maliano, di ruolo centrocampista.

## Palmarès

### Club

#### Competizioni nazionali
- Campionato rumeno: 1

CFR Cluj: 2019-2020